# Pilzdörfel (Großschönau)
Pilzdörfel, auch Oberdörfel, ist ein Gemeindeteil von Großschönau im Landkreis Görlitz.

## Geografie

### Lage
Pilzdörfel liegt im südlichen Teil des Landkreises am Fuß des Lausitzer Gebirges im Großschönauer Becken- und Kuppenland in der Östlichen Oberlausitz. Die Häusergruppe befindet sich am Nordosthang des Weberberges (711 m ü. NHN); 150 m westlich verläuft die deutsch-tschechische Grenze. Südlich erheben sich die Sängerhöhe bzw. Unglückstein  (497 m), der Ottoberg (520 m) und die Lausche (793 m). Pilzdörfel liegt am Oberlausitzer Bergweg.

### Straßen
Die Häuser der Ansiedlung bilden die Straße Herrenwalde Oberdörfel.

### Nachbarorte
| Niedergrund     | Herrenwalde                                 |             |
| St. Georgenthal | Kompassrose, die auf Nachbargemeinden zeigt | Waltersdorf |
| Innozenzidorf   |                                             | Neue Sorge  |

## Geschichte
Im Jahre 1782 ließ der Zittauer Rat 300 m südlich von Herrenwalde eine neue Häuslersiedlung anlegen. Die sehr kleinen, mit Steinfleckel, Trepsefleckel und Keilfleckel bezeichneten Parzellen auf den sehr wasserreichen Bergwiesen am Weberberghang wurden an der südlichen Gemarkungsgrenze Herrenwalde von vier Hufen abgetrennt. 1835 bestand das Obere Dörfel aus 11 Häuslern. Die Bewohner lebten von der Leinen- und Zwillichweberei. Das Pilzdörfel blieb bis zur Mitte des 19. Jahrhunderts immer ein Zittauer Ratsdorf und war nach Waltersdorf eingepfarrt. Der Ort hat sich seit dem 19. Jahrhundert nicht vergrößert. Der letzte Jacquardwebstuhl wurde bis 1910 betrieben.
Pilzdörfel war nie eigenständig und mit Herrenwalde eine Einheit. Der Ort war bis 2003 ein Ortsteil von Waltersdorf und wurde 2004 nach Großschönau eingemeindet. Seitdem wird Pilzdörfel durch den Ortschaftsrat von Waltersdorf in der Gemeinde vertreten.

### Ortsname
Aus dem Jahre 1835 sind die Namensformen Oberes Dörfel, auch Pilzdörfel oder Rehziegendörfel überliefert.

### Verwaltungszugehörigkeit
1782: Görlitzer Kreis, 1849: Landgerichtsbezirk Löbau, 1856: Gerichtsamt Zittau, 1875: Amtshauptmannschaft Zittau, 1952: Kreis Zittau, 1994: Landkreis Löbau-Zittau, 2008: Landkreis Görlitz

## Ortsbild
Die Häusergruppe besteht größtenteils aus Umgebindehäusern. Am Abzweig der Straße von Waltersdorf nach Pilzdörfel und Herrenwalde steht ein Gedenkstein "400 Jahre Pilzdörfel", wobei sich das Jubiläum auf Herrenwalde bezieht. 